# ادی مک‌کریدی
ادی مک‌کریدی (به انگلیسی: Eddie McCreadie) (زاده ۱۵ آوریل ۱۹۴۰ - گلاسکو) بازیکن و مربی سابق فوتبال اهل اسکاتلند است. وی سابقه بازی و مربی‌گری در باشگاه چلسی را دارد.